# Autoría de las epístolas paulinas

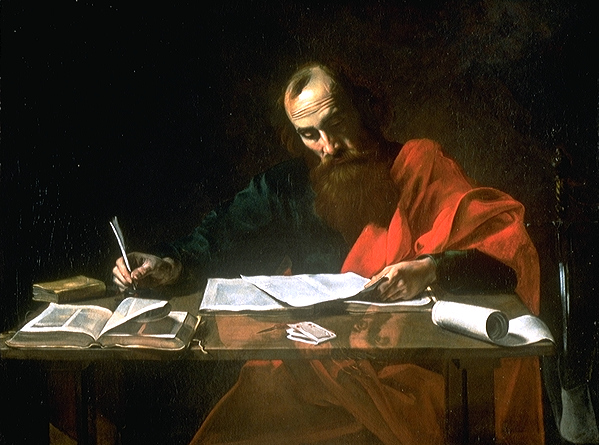
Representación artística de San Pablo escribiendo su Epístolas, siglo XVI (Blaffer Fundación Colección, Houston, Texas). La mayoría de los estudiosos creen que Pablo realmente dictaba sus cartas a un secretario, como el llamado Tercio, nombrado en.

Las epístolas paulinas son los catorce libros en el Nuevo Testamento tradicionalmente atribuidos al apóstol Pablo, aunque muchos impugnan la anónima Epístola a los Hebreos como una epístola paulina.
Existe un amplio consenso, en la erudición moderna del Nuevo Testamento, en un grupo de epístolas paulinas auténticas cuya autoría es raramente impugnada: Romanos, 1 y 2 Corintios, Gálatas, Filipenses, 1 Tesalonicenses y Filemón. Varias cartas adicionales que llevan el nombre de Pablo carecen de consenso académico: Efesios, Colosenses, 2 Tesalonicenses, 1 y 2 Timoteo y Tito. La opinión académica está muy dividida sobre si las dos primeras cartas son cartas paulinas; sin embargo, las últimas cuatro (2 Tesalonicenses, así como las tres conocidas como las «Epístolas Pastorales») han sido etiquetadas como obras pseudepigráficas por la mayoría de los eruditos críticos.
Hay dos ejemplos de cartas pseudónimas escritas en el nombre de Pablo, además de las epístolas del Nuevo Testamento, la epístola a los laodicenses y 3 Corintios. Desde los primeros siglos de la Iglesia se debatió acerca de la autoría de la anónima Epístola a los Hebreos; y los eruditos modernos rechazan la autoría paulina.

## Criterios utilizados por los estudiosos
Los estudiosos utilizan una serie de métodos historiográficos y la crítica mayor para determinar si un texto es atribuido correctamente a su autor. Los principales métodos utilizados para las epístolas de Pablo son los siguientes:

### Evidencia interna
Esto consiste en lo que el autor nos dice sobre sí mismo en la carta, ya sea de forma explícita (el autor se identifica claramente a sí mismo) o implícitamente (proporciona detalles autobiográficos). Esta evidencia es importante a pesar de sus problemas. Por ejemplo, debido a que el autor de la Epístola a los Hebreos nunca se identifica a sí mismo; ya en el siglo III los estudiosos, como Orígenes de Alejandría, sospechaban que Pablo no fue el autor.

### Evidencia externa
Este consiste en referencias, de nuevo, ya sea explícitas o implícitas, en el texto, especialmente durante los tiempos más remotos por los que tenían acceso a fuentes confiables ahora perdidas. Las referencias explícitas serían mencionar el texto o carta por nombre, o una forma reconocible de ese texto. Los ejemplos incluyen una lista de libros aceptados bíblicos, como el fragmento de Muratori, o el contenido de un manuscrito temprano, como el Papiro 46. Por desgracia, estos testigos a menudo están dañados o son demasiado tardíos para proporcionar mucha ayuda.
Las referencias implícitas son citas de Pablo, sobre todo indirectas o no atribuidas, o expresar ideas y frases que aparecen en sus obras. Este uso o referencia implica que el material citado estaba en existencia en el momento que la evidencia externa fue creada. Por ejemplo, la Segunda Epístola a los Tesalonicenses es nombrada por Ireneo a mediados del siglo II, así como por Justino Mártir e Ignacio de Antioquía; es imposible que esta carta hubiera sido escrita después de su época. Por otro lado, la falta de testigos por las fuentes antiguas sugieren una fecha más tardía, un argumento desde el silencio. Sin embargo, el uso de esta línea de razonamiento es peligroso, debido al carácter incompleto de los registros históricos: muchos textos antiguos se han perdido, dañado o han sido revisados.

### Marco histórico
Una narración escrita de forma independiente de la vida y el ministerio de Pablo, que se encuentra en los Hechos de los Apóstoles, se utiliza para determinar la fecha, y la posible autoría, de las cartas paulinas localizando su origen en el contexto de su vida. Por ejemplo, Pablo menciona que él está prisionero en su Epístola a Filemón 1:7; sobre la base de esta declaración, J. A. T. Robinson argumentó que este cautiverio fue el encarcelamiento de Pablo en Cesarea, mientras W. M. Ramsay identificó esto como la cautividad de Pablo en Roma, mientras que otros han colocado al cautiverio en Éfeso. Una dificultad con esta posición es la escasez de datos disponibles sobre el marco histórico de Pablo, y esto es particularmente cierto con la finalización de la narración de los Hechos antes de la muerte de Pablo. También se supone que el libro de los Hechos fue escrito por un compañero de viaje real de Pablo.

### Lenguaje y estilo
Vocabulario, estructura de las oraciones, el empleo de expresiones idiomáticas y frases comunes, etc. son analizados por coherencia con otras obras conocidas del autor. Un estilo similar implica autoría común, mientras que un vocabulario radicalmente divergente implica diferentes autores. Por ejemplo, E. J. Goodspeed argumentó que el vocabulario de la Epístola a los Efesios muestra una relación literaria con la Primera Epístola de Clemente, escrita a finales del siglo I. Del mismo modo, E. Percy sostuvo que el discurso y el estilo de Colosenses se asemejan con mayor fuerza a la autoría paulina. Por supuesto, el estilo y el lenguaje pueden variar por razones distintas a diferentes autorías: el tema de la carta, el destinatario, las circunstancias de los tiempos, o simplemente la maduración por parte del autor.

## Epístolas indiscutibles

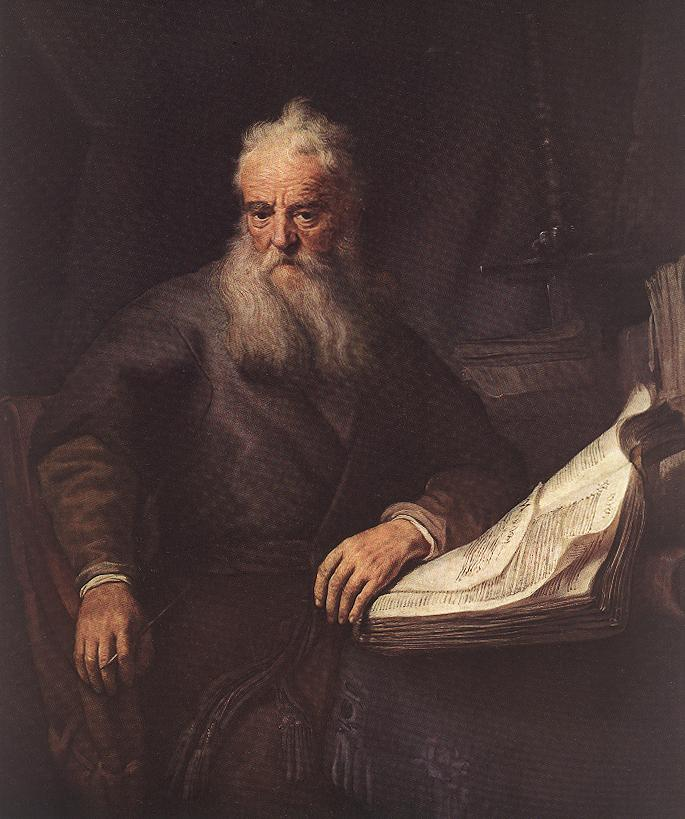
Pablo el Apóstol, de Rembrandt, c. 1633. El códice bajo el brazo izquierdo del Apóstol simboliza las epístolas paulinas.

### Colosenses

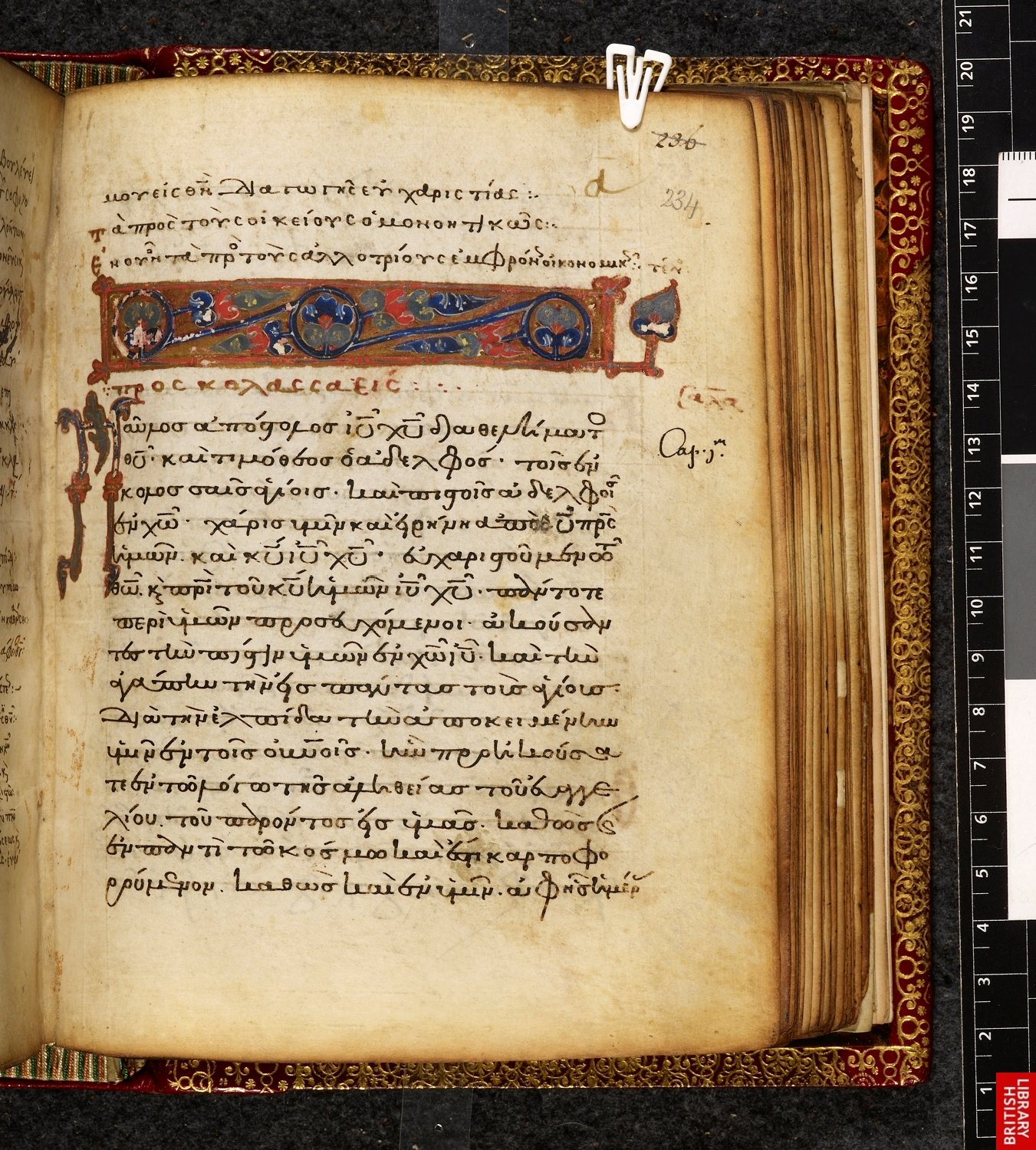
La primera página de Colosenses en la minúscula 321, con el título de προς κολοσσαεις, «a los colosenses».

### Epístolas Pastorales

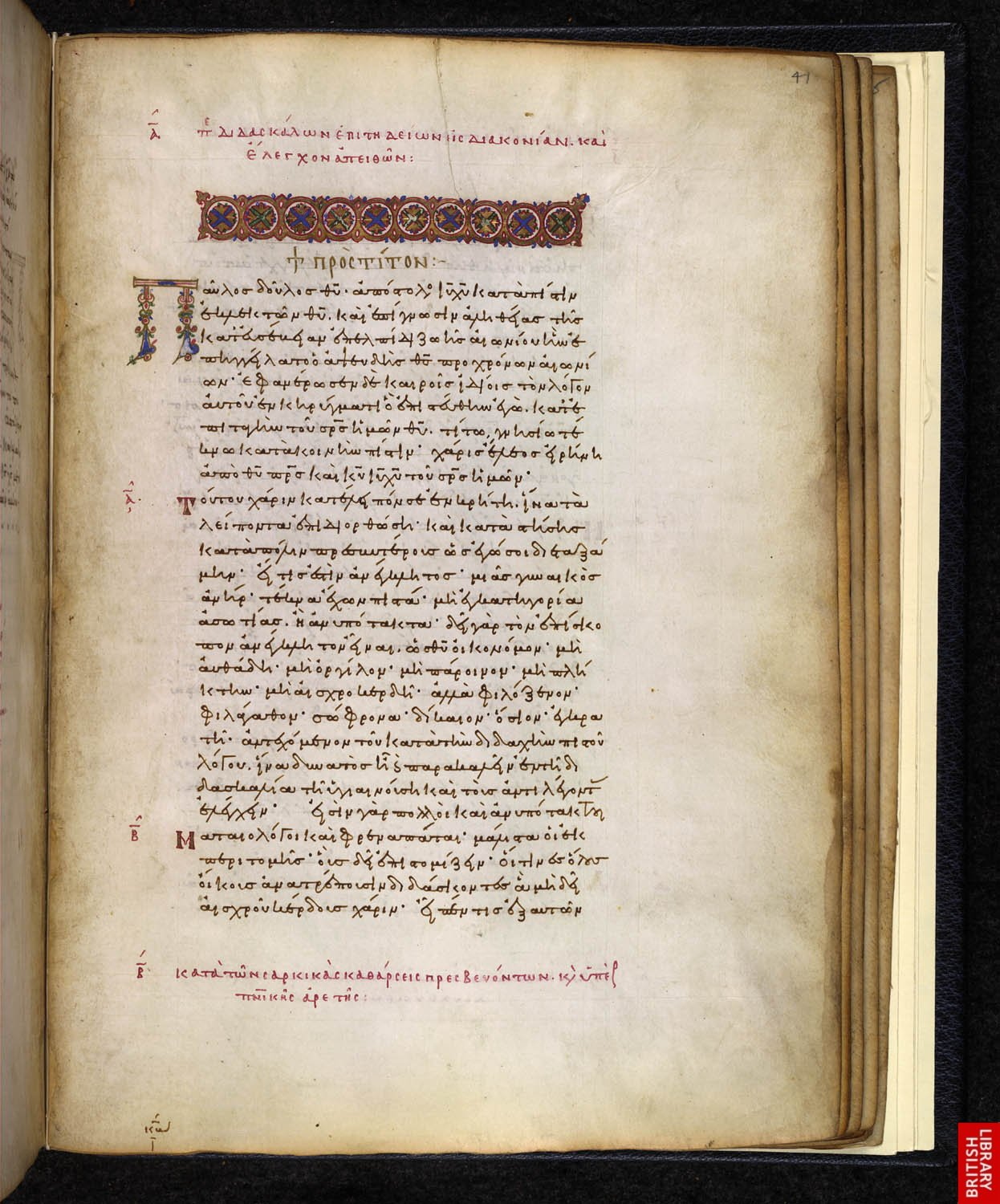
La primera página de la Epístola a Tito en la minúscula 699.

### Hebreos

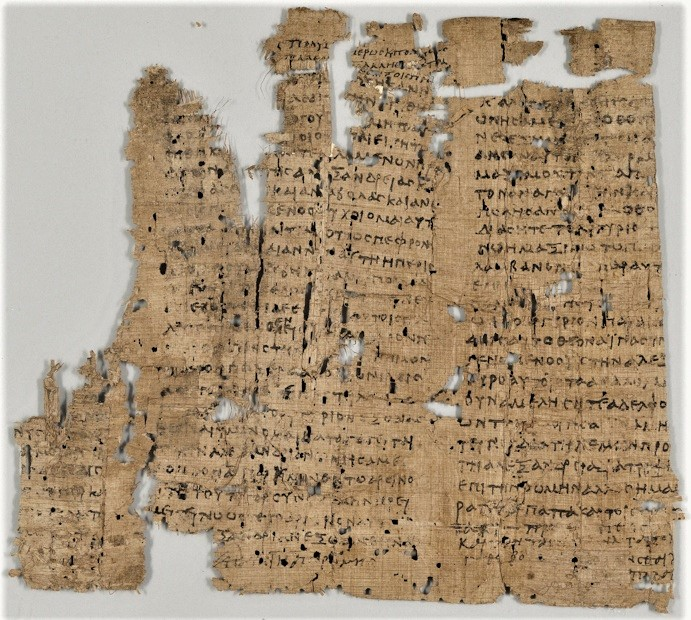
^{12}, conteniendo la primera parte de la Epístola a los Hebreos.